# Trioza kauaiensis
Trioza kauaiensis är en insektsart som beskrevs av Crawford 1925. Trioza kauaiensis ingår i släktet Trioza och familjen spetsbladloppor. Inga underarter finns listade i Catalogue of Life.